# Margarita, la maldita
Margarita, la maldita es el duodécimo capítulo de la primera temporada de la serie de televisión argentina Mujeres asesinas. Este episodio se estrenó el día 4 de octubre de 2005.
En el libro de Mujeres asesinas, este capítulo recibe el nombre de Rosa K., diabólica, cambiándole el nombre y el modus operandi a la asesina.
Este episodio fue protagonizado por Cristina Banegas en el papel de asesina. Coprotagonizado por Belén Blanco,  Roberto Vallejos y Juan West. También, contó con las actuaciones especiales de Enrique Liporace y Mónica Villa.

## Desarrollo

### Trama
Margarita (Cristina Banegas) es una señora que vive junto a sus dos hijos y su marido en una quinta en el Chaco. En 1945 al pueblo llega un diputado junto con su sobrina, Teodora (Belén Blanco), y ésta conoce a Jorge (Roberto Vallejos), el hijo más grande de Margarita. El diputado vuelve a la ciudad pero ella se queda con la familia. La cuestión es que Margarita no acepta la relación entre su hijo y Teodora, y es por eso que la atan en el gallinero, la torturan y violan sistemáticamente. Por momentos la sueltan y tiene que cocinar y hacer los demás quehaceres de la casa. Ella se escapa a la casa de Carolina (Mónica Villa), una vecina, pero el esposo de Margarita la encuentra y se la vuelven a llevar. Desde entonces, Carolina visita constantemente la casa, pero es en vano, los maltratos son cada vez peores hacia la jovencita. La única persona de la familia que acompaña y ayuda a Teodora, es el hijo menor: Juan, pero igualmente no puede hacer nada. Luego de un tiempo, ante las reiteradas violaciones que sufre, la muchacha queda embarazada. Cuando se entera Margarita, el odio hacía ésta es aún mayor. Por ello le dicen a Teodora que se la van a llevar a la ciudad para que su familia se entere de que está embarazada. Pero esto es un engaño; a mitad de camino la hacen tocar una víbora venenosa, y luego la atan a la camioneta. Cuando arranca la camioneta a Teodora no le queda otra que correr; es así como el veneno se le empieza a esparcir por todo su cuerpo y muere.

### Condena
Margarita declaró que la muerte de su nuera había sido un "tristísimo accidente", pero la denuncia de Carolina abrió la investigación. Fue condenada junto a su marido y su hijo mayor a reclusión perpetua. Su hijo menor Juan, purgó una condena de 10 años de prisión. Ella y su hijo mayor fueron liberados en 1964. Su marido murió en 1966 en la cárcel de Resistencia a los 76 años lo cual se muestra en la serie.

## Elenco
- Cristina Banegas
- Belén Blanco
- Roberto Vallejos
- Enrique Liporace
- Juan West
- Mónica Villa

## Adaptaciones
- Mujeres asesinas (México): Margarita, ponzoñosa - Isela Vega